# Raymund Badó
Raymund Badó (* 15. August 1902 in Budapest; † 31. Dezember 1986 in New York City, Vereinigte Staaten) war ein ungarischer Ringer. 
Badó nahm an den Olympischen Spielen von 1924 und 1928 teil und wurde 1927 Europameister im Halbschwergewicht. 1925 wurde Badó außerdem Vize-Europameister.

## Erfolge
(OS=Olympische Spiele, EM=Europameisterschaften, GR=griechisch-römisch, Hsg=Halbschwergewicht, Sg=Schwergewicht) 
- 1924, 3. Platz, OS in Paris, GR, Sg (+82 kg), hinter Henri Deglane, Frankreich und Edil Rosenqvist, Finnland
- 1925, 2. Platz, EM in Mailand, GR, Hsg (bis 82 kg), hinter Rudolf Svensson, Schweden und vor Edmond Dame, Frankreich
- 1927, 1. Platz, EM in Budapest, GR, Hsg (bis 82 kg), vor Johan Richthoff, Schweden und Josef Urban, Tschechoslowakei
- 1928, 6. Platz, OS in Amsterdam, GR, Sg (+82,5 kg), hinter Rudolf Svensson, Hjalmar Nyström, Finnland, Georg Gehring, Deutschland, Eugen Wiesberger senior, Österreich und Josef Urban.